# جان شليغل
جان شليغل (بالفرنسية: Jean Schlegel)‏ هو عداء مسافات طويلة فرنسي، ولد في 24 أكتوبر 1925.

## وصلات خارجية
- جان شليغل على موقع أوليمبيديا (الإنجليزية)